# Colfax (Washington)
Pour les articles homonymes, voir Colfax.
La ville de Colfax est le siège du comté de Whitman, situé dans l'État de Washington, aux États-Unis.

## Personnalités nées à la ville
- Dinsmore Alter (1888-1968, était un astronome et météorologue américain
- Yakima Canutt (1895-1986), était un cascadeur, acteur et réalisateur de seconde équipe américain
- John Kitzhaber (1947-), est un médecin et homme politique américain
- Cleve Allen Richardson (1920-2010), était un acteur américain, connu sous le nom de scène de John Crawford

## Source
- (en) Cet article est partiellement ou en totalité issu de l’article de Wikipédia en anglais intitulé « Colfax, Washington » (voir la liste des auteurs).